# Splachnum rubrum
Splachnum rubrum là một loài rêu trong họ Splachnaceae. Loài này được Hedw. mô tả khoa học đầu tiên năm 1801.